# Referendum in Kroatien über den Beitritt zur Europäischen Union

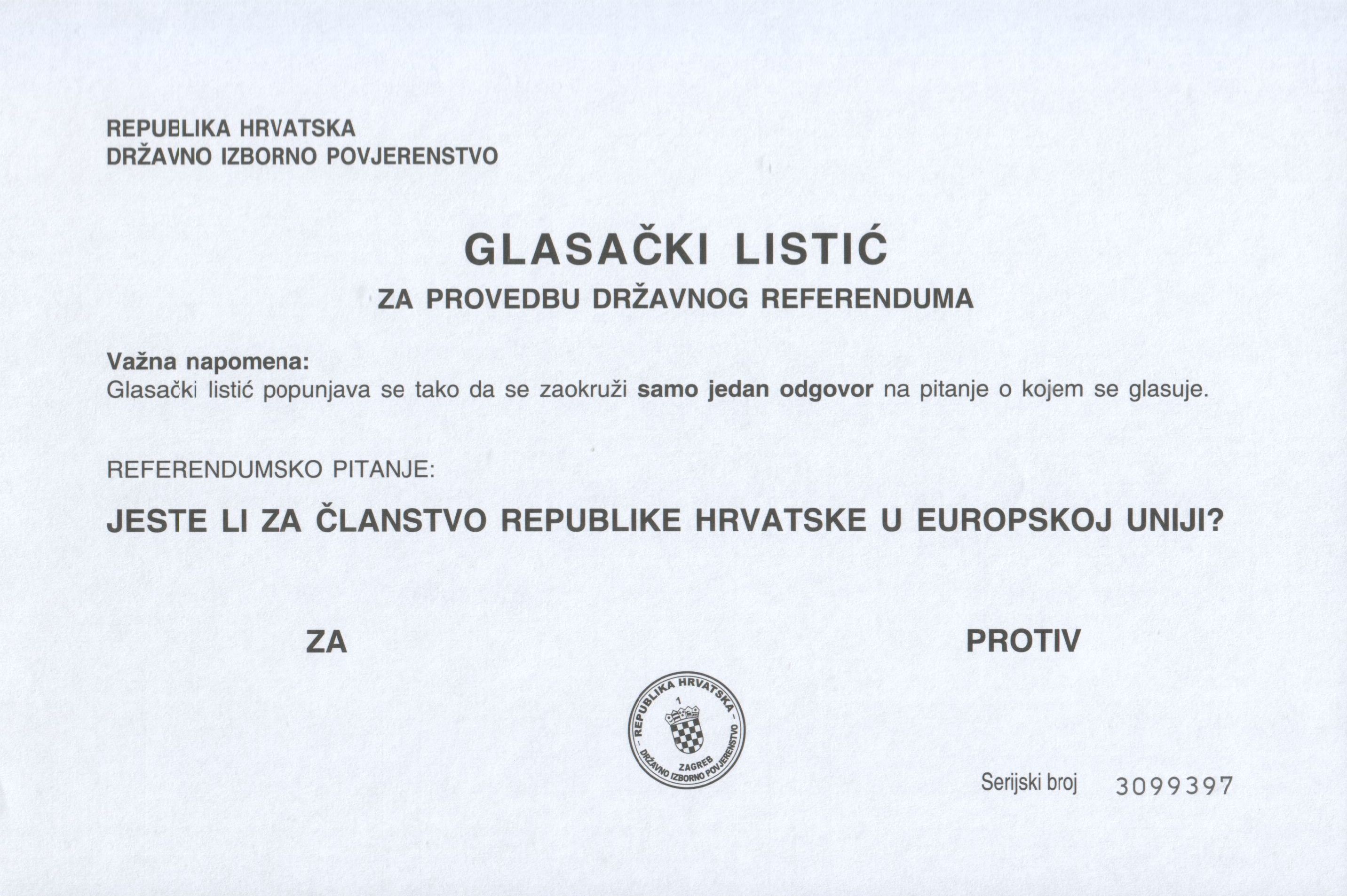
Stimmzettel beim Referendum

Am 22. Januar 2012 fand in Kroatien ein obligatorisches Referendum über die Frage des anstehenden EU-Beitritts Kroatiens statt. Die große Mehrheit der Abstimmenden votierten für den EU-Beitritt. Die Wahlbeteiligung lag bei 43,51 %.

## Verhältnis Kroatiens zur Europäischen Union

Kroatien war nach dem Zerfall Jugoslawiens 1991 ein unabhängiger Staat geworden. Das neue Staatswesen hatte in den Anfangsjahren mit erheblichen Schwierigkeiten zu kämpfen. Die Grenzen zu den anderen Nachfolgestaaten Jugoslawiens waren umstritten. Im Kroatienkrieg 1991 bis 1995 kämpfte die kroatische Armee gegen die Armee der selbstproklamierten Republik Serbische Krajina (RSK), die ihrerseits von jugoslawischen und serbischen Armeekräften unterstützt wurde. Hinzu kam die schwierige Umbauphase von einer sozialistischen Planwirtschaft zu einer kapitalistischen Marktwirtschaft. Die kroatische Regierung strebte von Anbeginn an eine engere Anbindung an Westeuropa, insbesondere die Europäische Wirtschaftsgemeinschaft (ab 1993: Europäische Gemeinschaft) an. 1992 wurde Kroatien Mitglied der Vereinten Nationen und der OSZE und 1996 des Europarats. Am 15. Januar 1992 wurde Kroatien von der EG als unabhängiger Staat anerkannt. Die EU unterstützte Kroatien mit verschiedenen Hilfsprogrammen, die sich in den Jahren 1991 bis 2002 auf eine Gesamtsumme von etwa 500 Millionen € beliefen (in Zahlen von 2004). Die Beziehungen Kroatiens zur EG/EU gestalteten sich allerdings über längere Zeit schwierig, was zum einen in den kriegerischen Auseinandersetzungen Kroatiens begründet war. Zum anderen wurden der kroatischen Regierung unter Franjo Tuđman (Staatspräsident von 1990 bis 1999) Demokratiedefizite, ein autoritärer Führungsstil und Nationalismus vorgeworfen.
Die Beziehungen Kroatiens zur EU besserten sich erst mit dem Regierungswechsel im Januar 2000 nach dem Wahlsieg der Sozialdemokratischen Partei Kroatiens bei der Parlamentswahl 2000. Im Oktober 2001 trat das Stabilisierungs- und Assoziierungsabkommens zwischen Kroatien und der EU in Kraft. Am 24. November 2000 stellte die EU den Balkanstaaten bei einem Gipfeltreffen in Zagreb den EU-Beitritt sowie ein entsprechendes Unterstützungsprogramm in Aussicht. Zur Voraussetzung hierfür wurden die Einhaltung der „Kopenhagener Kriterien“ und die Verpflichtungen aus dem Vertrag über die Europäische Union gemacht. Am 21. Februar 2003 stellte die kroatische Regierung ein offizielles Gesuch auf den Beitritt des Landes zur Europäischen Union. Als eine der Voraussetzungen benannte der Europarat auch die volle Kooperation Kroatiens mit dem Internationalen Strafgerichtshof für das ehemalige Jugoslawien. Dieser Punkt erwies sich als strittig und verzögerte die Aufnahme der Beitrittsverhandlungen. Erst im Dezember 2005 bescheinigte die Chefanklägerin Carla del Ponte Kroatien die volle Kooperationsbereitschaft mit dem Internationalen Gerichtshof in Den Haag. Am 4. Dezember 2005 wurden die Beitrittsverhandlungen aufgenommen. Der ursprünglich für 2010 erwartete Abschluss der Beitrittsverhandlungen verzögerte sich durch die Eurokrise. 2009 wurde Kroatien außerdem Mitglied der NATO. Nach Abschluss der Verhandlungen wurde der Beitrittsvertrag am 9. Dezember 2011 durch die Vertreter der EU und Kroatiens unterzeichnet.

## Das Referendum

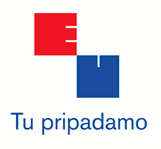
Tu pripadamo, das Motto und Logo der Regierungskampagne für den Beitritt

Nach Artikel 142 der kroatischen Verfassung war vorgeschrieben, dass Bündnisse der Republik Kroatien mit anderen Staaten mit einer Zweidrittelmehrheit des Parlaments beschlossen werden mussten und dass zusätzlich ein Referendum spätestens 30 Tage nach dem entsprechenden Parlamentsbeschluss abzuhalten war. Bei diesem Referendum musste sich eine Mehrheit der Wähler für das Bündnis aussprechen. Dementsprechend wurde für den 22. Januar 2012 ein landesweites Referendum über die Frage des EU-Beitritts anberaumt.
Die den Wählern gestellte Frage lautete:

„Jeste li za Članstvo Republike Hrvatske u Europskoj Uniji?“

„Sind Sie für die Mitgliedschaft Kroatiens in der Europäischen Union?“

Offiziell unterstützten alle größeren im 2011 gewählten kroatischen Parlament vertretenen Parteien den EU-Beitritt. Nur die Kroatische Partei des Rechts Dr. Ante Starčević, die jedoch nur einen Parlamentsabgeordneten stellte, sprach sich dagegen aus. Von den großen sozialen Organisationen Kroatiens sprachen sich nahezu alle für den EU-Beitritt aus. Umfragen zeigten jedoch, dass etwa 30 % der Befragten gegen den Beitritt waren. Die Opposition zum Beitritt speiste sich aus verschiedenen Quellen. Auf der einen Seite opponierten Nationalisten gegen die damit verbundene Aufgabe an nationaler Souveränität und zum anderen gab es Widerstand angesichts der Eurokrise und der Wirtschaftskrise, in die auch Kroatien geraten war, gegen die „kapitalistische“ EU.

## Ergebnisse

Ergebnisse nach Gespannschaften (Ja-Stimmen):

Wahlbeteiligung:

Insgesamt zeigte sich bei der Abstimmung eine deutliche Zustimmung zum geplanten EU-Beitritt in allen Teilen Kroatiens. Die Wahlbeteiligung lag allerdings mit 1.945.737 abgegebenen Stimmen (47,55 %) merklich unter der der letzten Parlamentswahl 2011 (54,32 %).
| Gespanschaft/ Ausland                                       | Wahl- berechtigte | Abgegebene Stimmen | Stimmzettel | Stimmzettel | Stimmzettel | Ja-Stimmen | Ja-Stimmen | Nein-Stimmen | Nein-Stimmen |
| Gespanschaft/ Ausland                                       | Wahl- berechtigte | Abgegebene Stimmen | Gesamt      | Gültige     | Ungültige   | Zahl       | %          | Zahl         | %            |
| ----------------------------------------------------------- | ----------------- | ------------------ | ----------- | ----------- | ----------- | ---------- | ---------- | ------------ | ------------ |
| Zagreb (Gespanschaft)                                       | 284.793           | 150.403            | 150.372     | 149.690     | 682         | 97.756     | 65,00 %    | 51.934       | 34,53 %      |
| Krapina-Zagorje                                             | 114.920           | 54.742             | 54.732      | 54.364      | 368         | 34.748     | 63,48 %    | 19.616       | 35,83 %      |
| Sisak-Moslavina                                             | 177.950           | 73.952             | 73.941      | 73.477      | 464         | 50.034     | 67,66 %    | 23.443       | 31,70 %      |
| Karlovac                                                    | 133.333           | 61.074             | 61.057      | 60.635      | 422         | 40.731     | 66,69 %    | 19.904       | 32,59 %      |
| Varaždin                                                    | 153.037           | 82.117             | 82.107      | 81.658      | 449         | 57.399     | 69,90 %    | 24.259       | 29,54 %      |
| Koprivnica-Križevci                                         | 101.050           | 49.904             | 49.895      | 49.652      | 243         | 30.178     | 60,47 %    | 19.474       | 39,02 %      |
| Bjelovar-Bilogora                                           | 113.642           | 51.820             | 51.816      | 51.541      | 275         | 32.242     | 62,22 %    | 19.299       | 37,24 %      |
| Primorje-Gorski kotar                                       | 287.202           | 144.104            | 144.032     | 143.354     | 678         | 99.156     | 68,81 %    | 44.198       | 30,67 %      |
| Lika-Senj                                                   | 57.032            | 19.689             | 19.686      | 19.530      | 156         | 13.912     | 70,66 %    | 5.618        | 28,53 %      |
| Virovitica-Podravina                                        | 83.699            | 37.055             | 37.054      | 36.842      | 212         | 24.253     | 65,45 %    | 12.589       | 33,97 %      |
| Požega-Slawonien                                            | 78.335            | 34.529             | 34.527      | 34.310      | 217         | 24.218     | 70,14 %    | 10.092       | 29,23 %      |
| Brod-Posavina                                               | 155.416           | 65.735             | 65.714      | 65.309      | 405         | 47.729     | 72,61 %    | 17.580       | 26,74 %      |
| Zadar                                                       | 182.680           | 70.458             | 70.432      | 69.904      | 528         | 43.330     | 61,50 %    | 26.574       | 37,72 %      |
| Osijek-Baranja                                              | 291.205           | 131.720            | 131.676     | 130.983     | 693         | 88.980     | 67,55 %    | 42.003       | 31,89 %      |
| Šibenik-Knin                                                | 122.901           | 45.546             | 45.529      | 45.183      | 346         | 29.033     | 63,74 %    | 16.150       | 35,46 %      |
| Vukovar-Syrmien                                             | 179.929           | 69.501             | 69.474      | 68.970      | 504         | 47.970     | 69,02 %    | 21.000       | 30,22 %      |
| Split-Dalmatien                                             | 430.299           | 197.783            | 197.715     | 196.310     | 1.405       | 115.795    | 58,55 %    | 80.515       | 40,71 %      |
| Istrien                                                     | 199.746           | 98.235             | 98.202      | 97.552      | 650         | 67.189     | 68,40 %    | 30.363       | 30,91 %      |
| Dubrovnik-Neretva                                           | 115.996           | 53.708             | 53.694      | 53.248      | 446         | 30.574     | 56,93 %    | 22.674       | 42,22 %      |
| Međimurje                                                   | 100.640           | 52.133             | 52.128      | 51.843      | 285         | 39.479     | 75,73 %    | 12.364       | 23,72 %      |
| Zagreb (Stadt)                                              | 728.332           | 401.529            | 401.287     | 399.701     | 1.586       | 272.246    | 67,80 %    | 127.455      | 31,74 %      |
| Kroatien Gesamt                                             | 4.092.137         | 1.945.737          | 1.945.070   | 1.934.056   | 11.014      | 1.286.952  | 66,14 %    | 647.104      | 33,26 %      |
| Kroaten im Ausland                                          | 412.628           | 14.494             | 14.494      | 14.442      | 52          | 12.056     | 83,18 %    | 2.386        | 16,46 %      |
| Quelle: Landeswahlkommission (Državno izborno povjerenstvo) |                   |                    |             |             |             |            |            |              |              |

## Folgen
Am 1. Juli 2013 trat Kroatien als 28. Mitgliedstaat der Europäischen Union bei.